# St.-Andreas-Kirche (Bündheim)

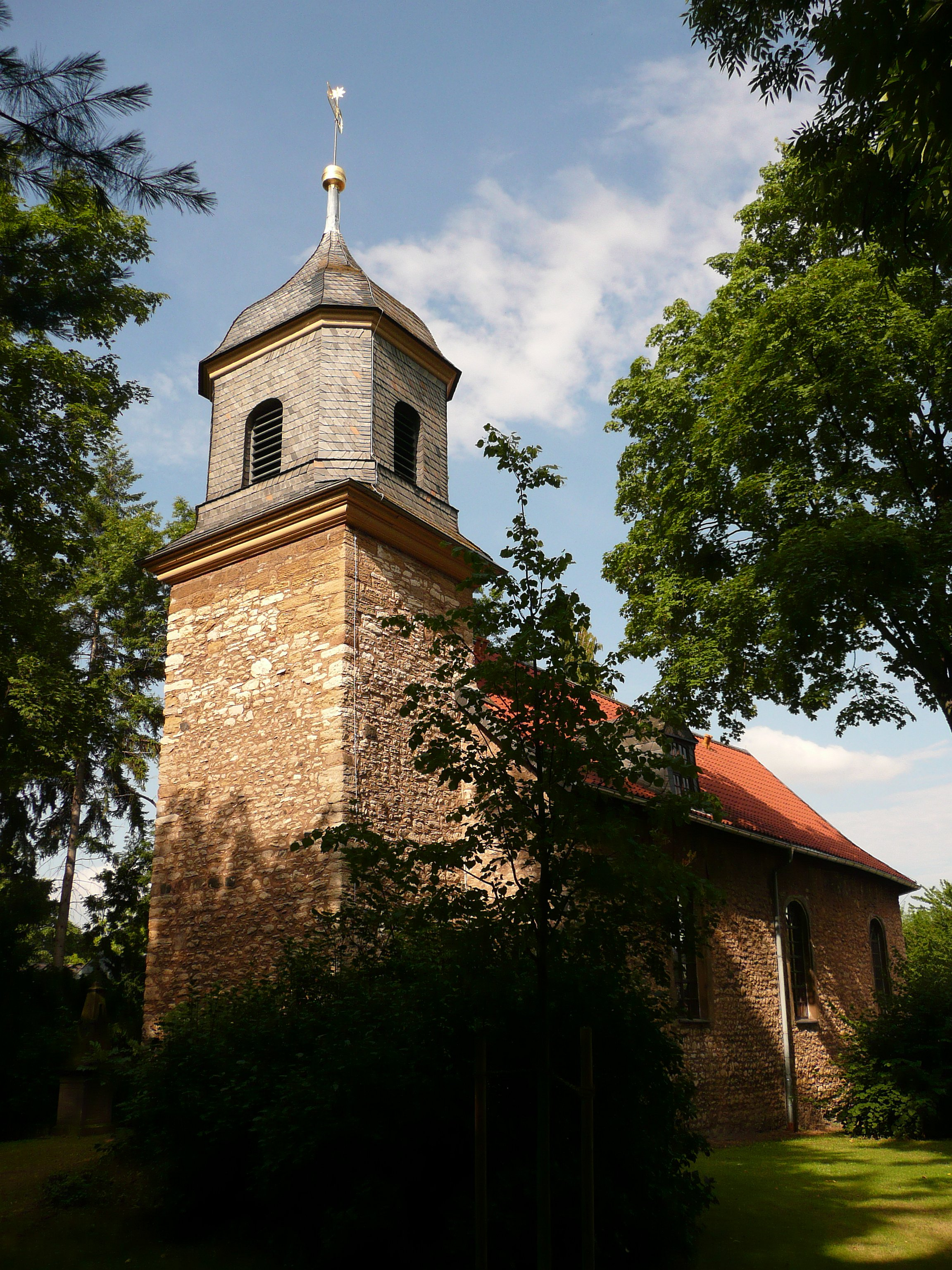
St.-Andreas-Kirche

Die St.-Andreas-Kirche ist die evangelisch-lutherische Kirche in Bündheim, einem Ortsteil der Stadt Bad Harzburg in Niedersachsen. Die heutige, nach dem heiligen Andreas benannte Kirche wurde am Anfang des 17. Jahrhunderts erbaut.

## Geschichte
In einer im Jahre 1344 ausgestellten Urkunde wird als Pfarrer in Bündheim ein Herr Isfridus genannt. Hieraus lässt sich auf eine Kirche im Ort schließen. Das Kirchspiel lag aber seit Anfang des 15. Jahrhunderts wüst. Das Kirchengerät wurde in Goslar aufbewahrt, bevor es 1407 dem Kloster Ilsenburg übergeben wurde. Das Kloster verpflichtete sich zur Rückgabe, sobald das Kirchspiel wieder besetzt sein würde. Im Jahr 1498 wird die Bündheimer Kirche als Mutterkirche der Schlewecker Filialkirche genannt. Der Plan des Dorfes Bündheim aus dem Jahr 1759 weist im Zwickel zwischen der Trift, heute Am Schlosspark, und der Silberbornstraße einen alten Kirchhof aus. Hier stand vermutlich der erste Kirchenbau des Dorfes.
Für die heutige St.-Andreas-Kirche ist als ältestes Datum das Jahr 1610 bekannt. Die Jahreszahl 1725 über dem Portal der Kirche deutet auf größere Umbauten oder Reparaturen der Bausubstanz hin.
Die Kirchengemeinde Bündheim, der die St.-Andreas-Kirche als Gotteshaus dient, ist seit 1909 wieder selbständig. Zuvor  hatten Bündheim und  Neustadt (Harzburg) eine gemeinsame  Pfarre, deren Sitz seit 1706 in Neustadt war.

## Baubeschreibung
Die barocke Feldsteinkirche ist eine Saalkirche, die mehrfach erweitert worden ist. Im ersten Bauabschnitt wurde ein massives Kirchenschiff auf quadratischem Grundriss von 8,70 m Seitenlänge errichtet, dem ein Fachwerkturm mit Satteldach vorgestellt war. Mit dem Neubau des Schlosses und der damit verbundenen Verlegung des Amtssitzes im Jahre 1573 war eine Erweiterung der Kirche unumgänglich. Wie senkrechte Fugen im Mauerwerk heute noch zeigen, wurde das massive Gotteshaus in der Längsachse mehr als verdoppelt. Im Süden zeichnen sich heute noch die beiden alten, jetzt vermauerten Fenster ab. Neben dem nördlichen Eingang befand sich ein gleiches Fenster. Der zweite nördliche Eingang trägt im Scheitel die Jahreszahl 1610. Auf dem Kupferstich des  Verlagshauses Merian von 1654 hat die Kirche einen geraden Chorabschluss. Das Langhaus ist außen heute mit einem Satteldach aus Dachziegeln bedeckt, innen wird es mit einem Tonnendach überspannt. Über der östlichen, drei-achtel Apsis fallen die 3 Teile des mit Schiefer gedeckten Zeltdaches vom First bis zur Traufe ab. Im Innern bilden 3 Teile einer Apsiskalotte die Decke. Im Jahr 1765 erhielt die Kirche im Westen einen massiven Kirchturm. Statt eines einfachen Satteldaches erhielt er eine geschwungene, mit Schiefer verkleidete Haube mit Laterne, die mit einer Wetterfahne gekrönt wurde. Der obere Teil des Turms wurde nach einem durch Blitzschlag entzündeten Brand 1952 erneuert.
Dem Altar war früher eine Gruft vorgelagert, in der Amtmänner und deren Angehörige bestattet wurden. Bei der Renovierung 1893 wurde die Gruft auf Verlangen von Prinz Albrecht von Preußen beseitigt. Ferner wurden die Grabplatten an die Außenseite der Kirche verlegt. Zur Kirche gehörte früher auch ein Friedhof, bis 1810 der einzige für das Dorf. Die Grabdenkmäler der Familien Breymann und Knoblauch standen dort noch bis 1866. Sie sind bei der Erweiterung des Schlossparks verlegt worden.

## Ausstattung
Die Altarwand, die als Beichtstuhl angefertigte Sakristei und die Kanzel gehören nicht zur ursprünglichen Ausstattung der Bündheimer Kirche. Sie wurden für die frühere Harzburger Kirche angefertigt, die nach der Einweihung der Lutherkirche abgerissen wurde. Der Altar wurde dann im Vaterländischen Museum Braunschweig aufbewahrt. Von dort wurde er im Zweiten Weltkrieg nach Süpplingen ausgelagert und 1951 für die Bündheimier Kirche aus lauter Einzelteilen neu zusammengesetzt. Einige Stücke wurden nachgeschnitzt. Im Wesentlichen ist die Aufstellung dieselbe wie zuvor in Harzburg. Der Altar zeigt, von der Predella ausgehend, die heilsgeschichtlichen Ereignisse zwischen Abendmahl, Kreuzigung, Auferstehung und Himmelfahrt. Die 3 Teile werden der Werkstatt des Bildschnitzers Jobst Heinrich Lessen zugeschrieben. Das Epitaph der Amtmann-Familie Hage aus dem Jahre 1643, auf welchem im Hintergrund der große Burgberg mit der Harzburg zu sehen ist, hat seinen Platz an der Nordwand im Innern.
Im Altarraum befindet sich ein Ölgemälde aus dem 17. Jahrhundert, das die Anbetung der Hirten zeigt. An der Südwand hat eine der Gemeinde gestiftete Skulptur eines Marienbildnisses ihren Platz gefunden.
Die Orgel erhielt erst 1996/97 einen Prospekt. Das Orgelwerk wurde in mehreren Abschnitten  erneuert. Es wurde mit modernster Technik verwirklicht. Die Orgel hat zwei Manuale und Pedal, eine vollelektrische Traktur und Schleifladen. Der Spieltisch ist fahrbar.